# Tropický polookruh
Tropický polookruh je v idempotentní analýze polookruh rozšířených reálných čísel s operacemi minima (nebo maxima) a sčítání, které nahrazují obvyklé („klasické“) operace sčítání a násobení.
Tropický polookruh má různé aplikace (viz tropická analýza), a tvoří základ tropické geometrie. Přívlastek tropický je odkazem na informatika maďarského původu Imre Simona, který zvolil toto pojmenování, protože žil a pracoval v Brazílii.

## Definice
Tropický polookruh s minimem (též polookruh min-plus nebo algebra min-plus) je polookruh (ℝ ∪ {+∞}, ⊕, ⊗) s operacemi
{\displaystyle x\oplus y=\min\{x,y\},}
{\displaystyle x\otimes y=x+y.}
Operace ⊕ se nazývá tropické sčítání, operace ⊗ tropické násobení. Jednotkový prvek pro ⊕ je +∞, jednotkový prvek pro ⊗ je 0.
Podobně tropický polookruh s maximem (též polookruh max-plus nebo algebra max-plus) je polookruh (ℝ ∪ {−∞}, ⊕, ⊗) s operacemi
{\displaystyle x\oplus y=\max\{x,y\},}
{\displaystyle x\otimes y=x+y.}
Jednotkový prvek pro ⊕ je −∞, a jednotkový prvek pro ⊗ je 0.
Oba polookruhy jsou vzájemně izomorfní; izomorfismem mezi nimi je negace (obrácení znaménka) {\displaystyle x\mapsto -x}. Proto lze pracovat jen s jedním z nich a mluvit o něm jednoduše jako o tropickém polookruhu. Různí autoři často v závislosti na oboru použití používají buď tropický polookruh s operací min nebo s operací max.
Tropické sčítání je idempotentní, díky čemuž je tropický polookruh příkladem idempotentního polookruhu.
Tropický polookruh se také nazývá tropická algebra, nesmí se však zaměňovat s asociativní algebrou nad tropickým polookruhem.
Tropické umocňování je definováno obvyklým způsobem jako opakovaný tropický součin (viz umocňování).

## Komutativní tělesa s valuací
Operace tropického polookruhu modelují, jak se chovají valuace při sčítání a násobení v komutativním tělese s valuací. Komutativní těleso K reálných čísel s valuací je komutativní těleso opatřené funkcí
{\displaystyle v\colon K\to \mathbb {R} \cup \{\infty \}}
které splňuje následující vlastnosti pro všechna a, b v K:
{\displaystyle v(a)=\infty } právě tehdy, když {\displaystyle a=0,}
{\displaystyle v(ab)=v(a)+v(b)=v(a)\otimes v(b),}
{\displaystyle v(a+b)\geq \min\{v(a),v(b)\}=v(a)\oplus v(b),} s rovností pokud {\displaystyle v(a)\neq v(b).}
Valuace v je proto „téměř“ polookruhovým homomorfismem z K do tropického polookruhu, až na to, že vlastnost homomorfismu může selhat, když se sčítají dva prvky se stejnou valuací.
Příklady komutativních těles s valuací:
- Q nebo C s triviální valuací, v(a) = 0 pro všechna a ≠ 0,
- Q nebo nějaké jeho rozšíření s p-adickou valuací, v(pna/b) = n kde a a b jsou relativní prvočísla s p,
- komutativní těleso formálních Laurentových řad K((t)) (celočíselných mocnin) nebo komutativní těleso Puiseuxovy řady K{{t}} nebo komutativní těleso Hahnovy řady s valuací vracející nejmenší exponent t, který se v řadě objevuje.